# ان‌وی‌ام اکسپرس
ان. وی. ام اکسپرس (انگلیسی: NVM Express) یا رابط کنترل‌کنندهٔ میزبان حافظه غیرفرار، عنوان یک اینترفیس مشخصات کاربردی و ارتباطی برای حافظه‌های غیرفرار یا به تعبیر دیگر SSD است که توسط یک کنسرسیوم متشکل از شرکت‌هایی همچون اینتل، سامسونگ، سن‌دیسک، دل و سیگیت توسعه داده شده و عملکرد آن بر پایه درگاه پی‌سی‌آی اکس‌پرس است.

## زمینه
از لحاظ تاریخی، اکثر SSDها از گذرگاه‌هایی مانند SATA, SAS یا Fiber Channel برای ارتباط با بقیه سیستم‌های کامپیوتری استفاده می‌کردند. از زمانی که SSDها در بازارهای انبوه در دسترس قرار گرفتند، SATA معمولی‌ترین راه برای اتصال SSD در رایانه‌های شخصی شده‌است. با این حال، SATA اساساً برای رابط با درایوهای هارد دیسک مکانیکی (HDD) طراحی شده بود، و به‌طور فزاینده ای برای SSDها ناکافی و کند بودند، که با گذشت زمان سرعت آن بهبود یافت. به عنوان مثال، طی حدود پنج سال پس از پذیرش جریان اصلی بازار انبوه (۲۰۰۵–۲۰۱۰)، بسیاری از SSDها به دلیل نرخ داده نسبتاً پایین موجود برای هارد دیسک‌ها محدود شده بودند. در کل برخی از SSDها با حداکثر توان عملیاتی SATA به حداکثر سرعتشان دست پیدا نمی‌کنند.
SSDهای پیشرفته قبل از NVMe با استفاده از گذرگاه PCI Express ساخته شده بودند، اما با استفاده از رابط‌های غیر استاندارد. با استاندارد کردن رابط SSDها، سیستم عامل‌ها فقط به یک پروتکل مشترک نیاز دارند تا با تمام SSDهایی که به مشخصات پایبند هستند کار کنند. همچنین به این معنی است که هر سازنده SSD مجبور نیست پروتکل خاصی را طراحی کند. مانند دستگاه‌های ذخیره‌سازی USB که با همه رایانه‌ها کار می‌کند، بدون نیاز به درایور برای هر دستگاه.
دستگاه‌های NVM Express همچنین به‌عنوان بلوک ذخیره‌سازی بافر پرسرعت در بسیاری از ابررایانه‌های پیشرو، مانند سوپرکامپیوتر فوگاکو، سوپرکامپیوتر سامیت و ابررایانه سیرا و غیره استفاده می‌شوند.
|                                               | AHCI                                                       | NVMe                                                  |
| --------------------------------------------- | ---------------------------------------------------------- | ----------------------------------------------------- |
| حداکثر عمق صف                                 | یک صف فرمان؛ حداکثر ۳۲ دستور در هر صف                      | تا ۶۵۵۳۵ صف. تا ۶۵۵۳۶ فرمان در هر صف                  |
| دسترسی‌های رجیستر غیرقابل ذخیره (هر چرخه ۲۰۰۰) | حداکثر شش در هر دستور بدون صف. حداکثر نه در هر دستور در صف | حداکثر دو در هر دستور                                 |
| وقفه interopt                                 | یک وقفه                                                    | تا ۲۰۴۸ وقفه MSI-X                                    |
| موازی و رشته‌های متعدد                         | برای صدور فرمان به قفل همگام سازی نیاز دارد                | بدون قفل                                              |
| کارایی برای دستورات ۴ کیلوبایتی               | پارامترهای فرمان به دو واکشی سریال DRAM میزبان نیاز دارند  | پارامترهای فرمان را در یک واکشی ۶۴ بایتی دریافت می‌کند |
| انتقال داده                                   | معمولا نیمه دوبلکس                                         | فول دوبلکس                                            |

## نگارخانه

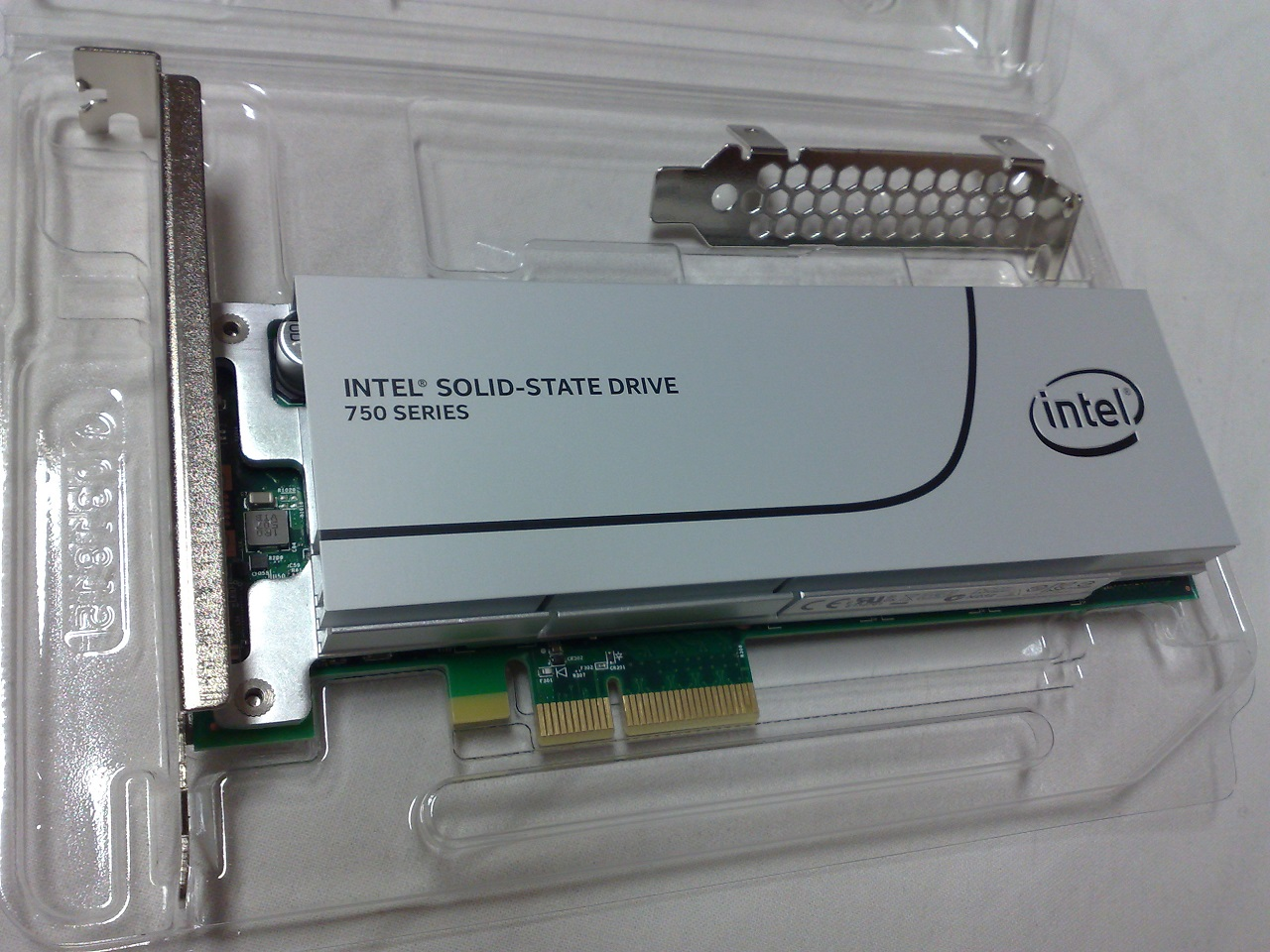
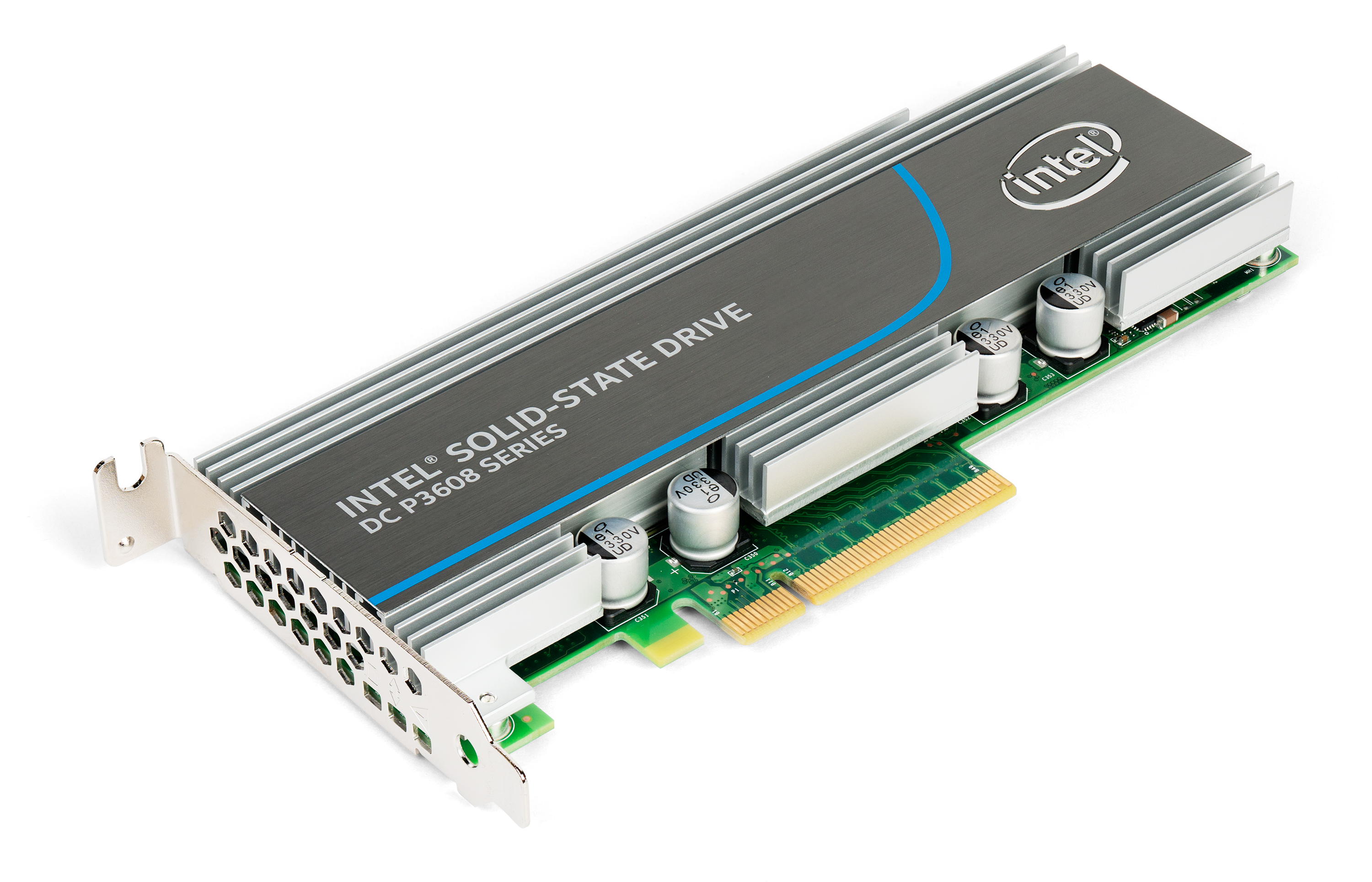
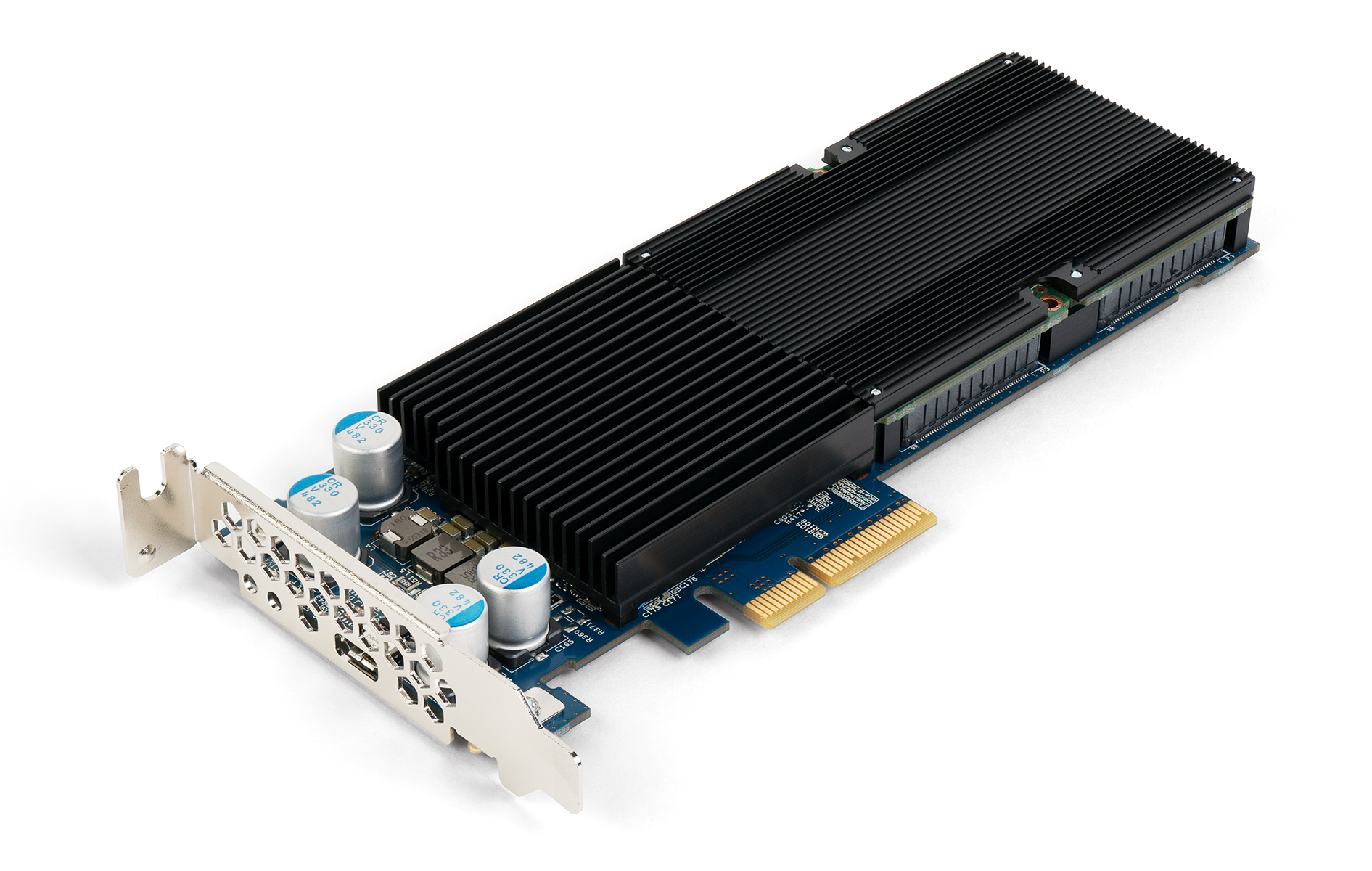
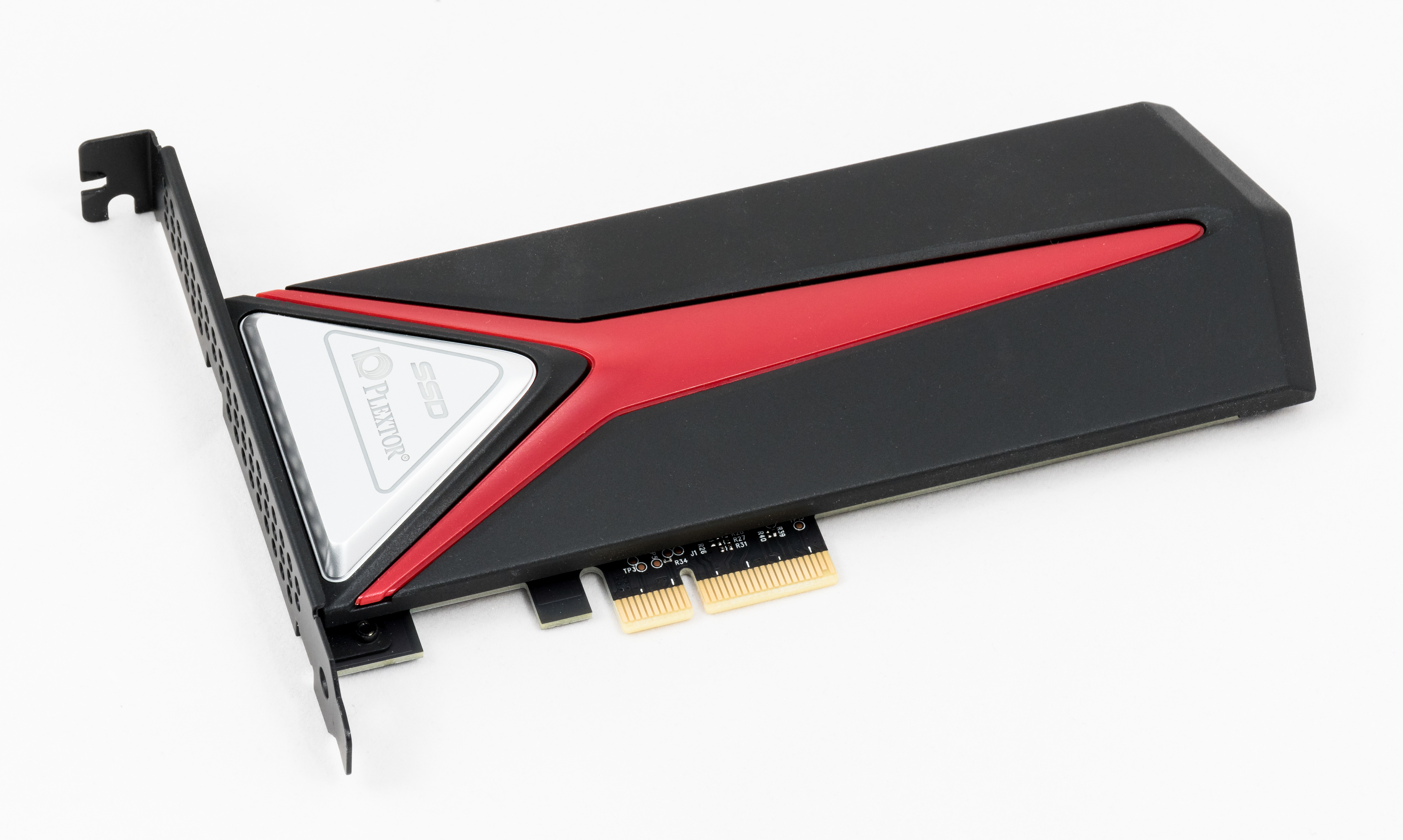
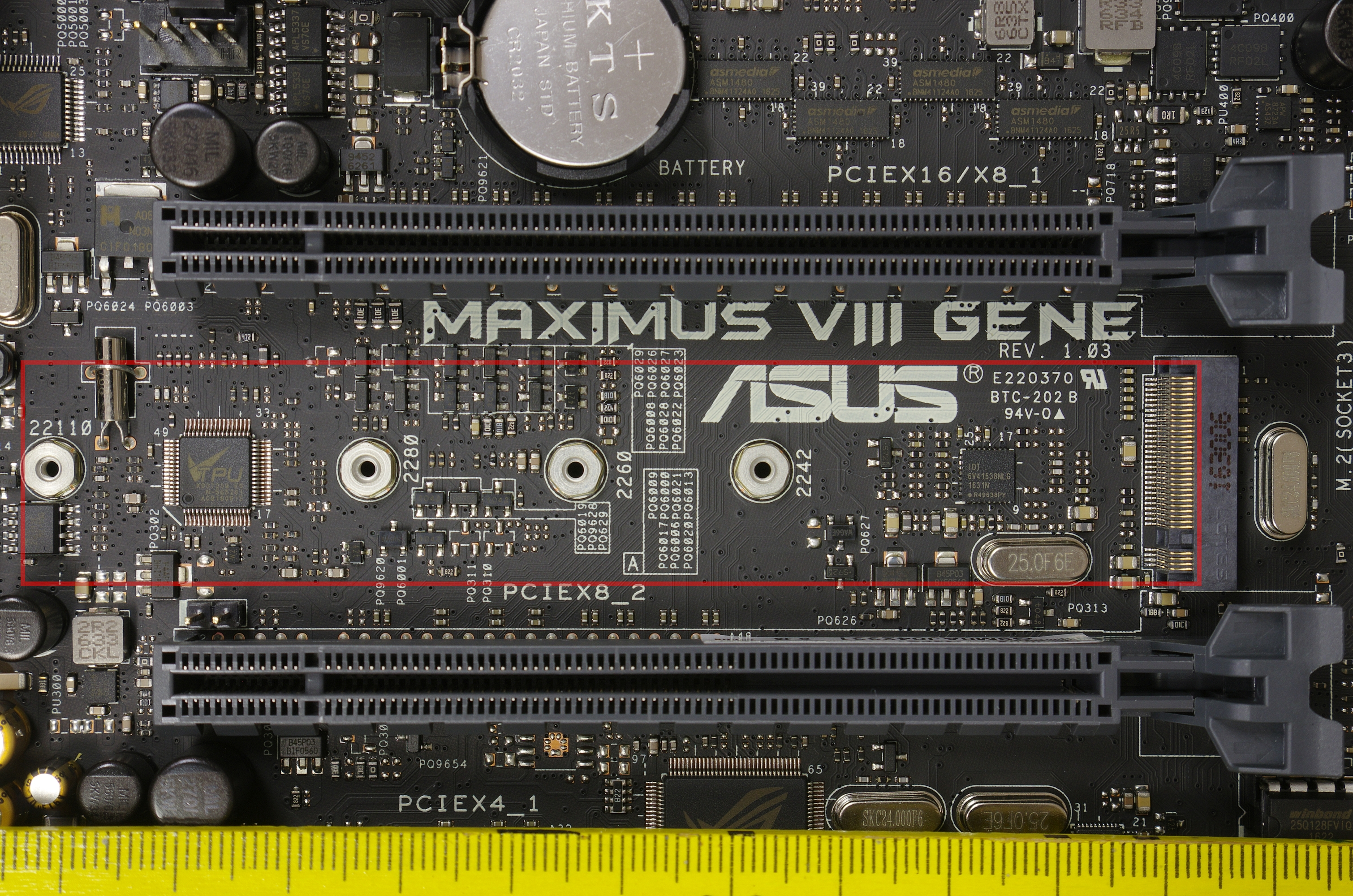
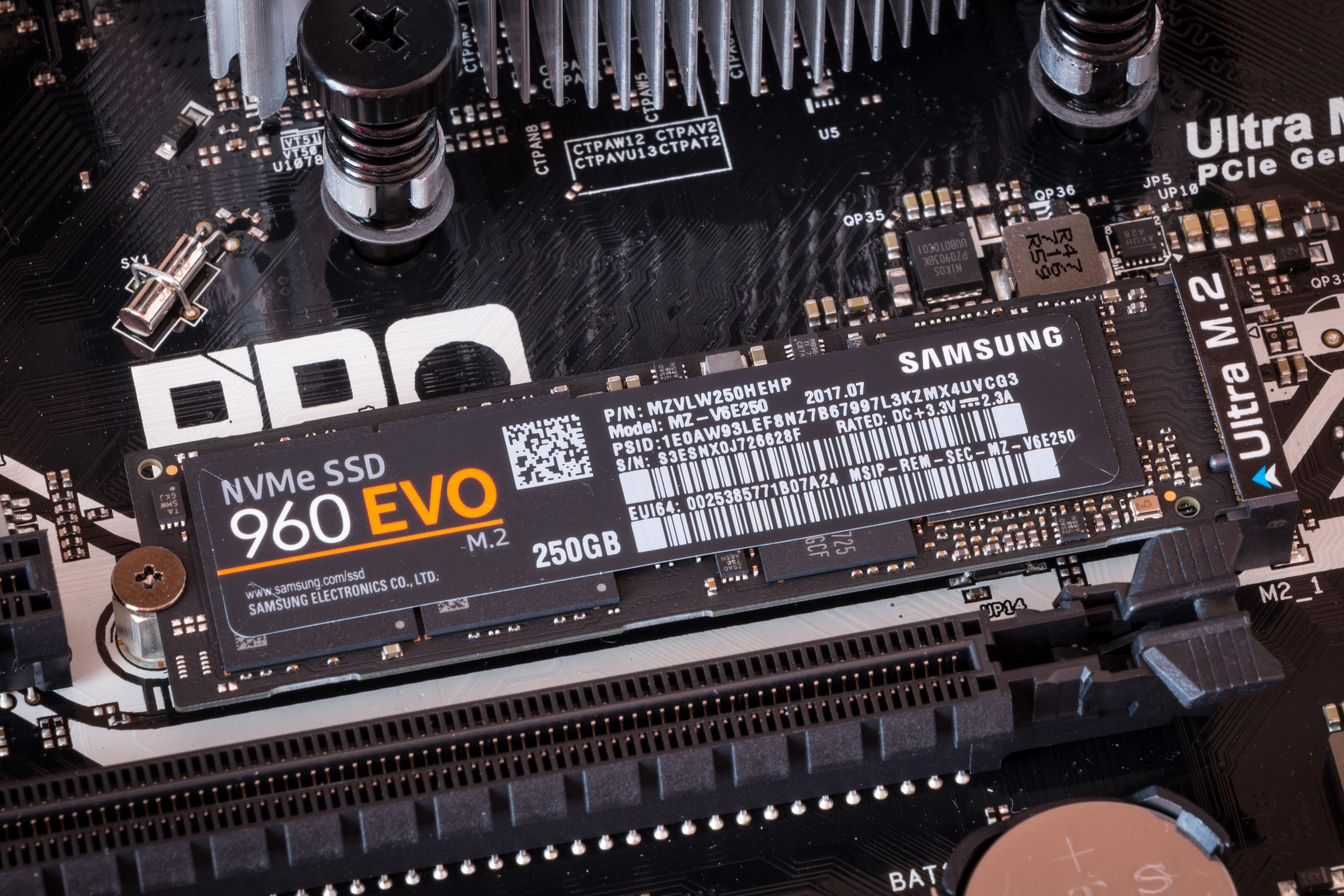
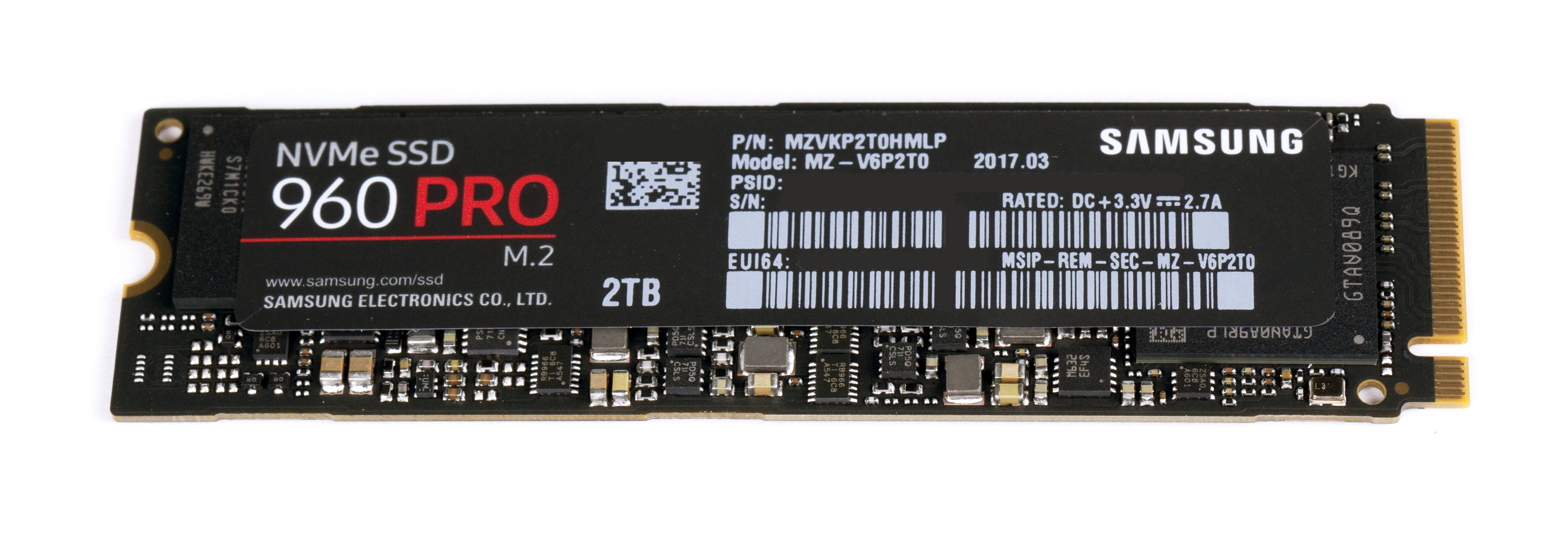
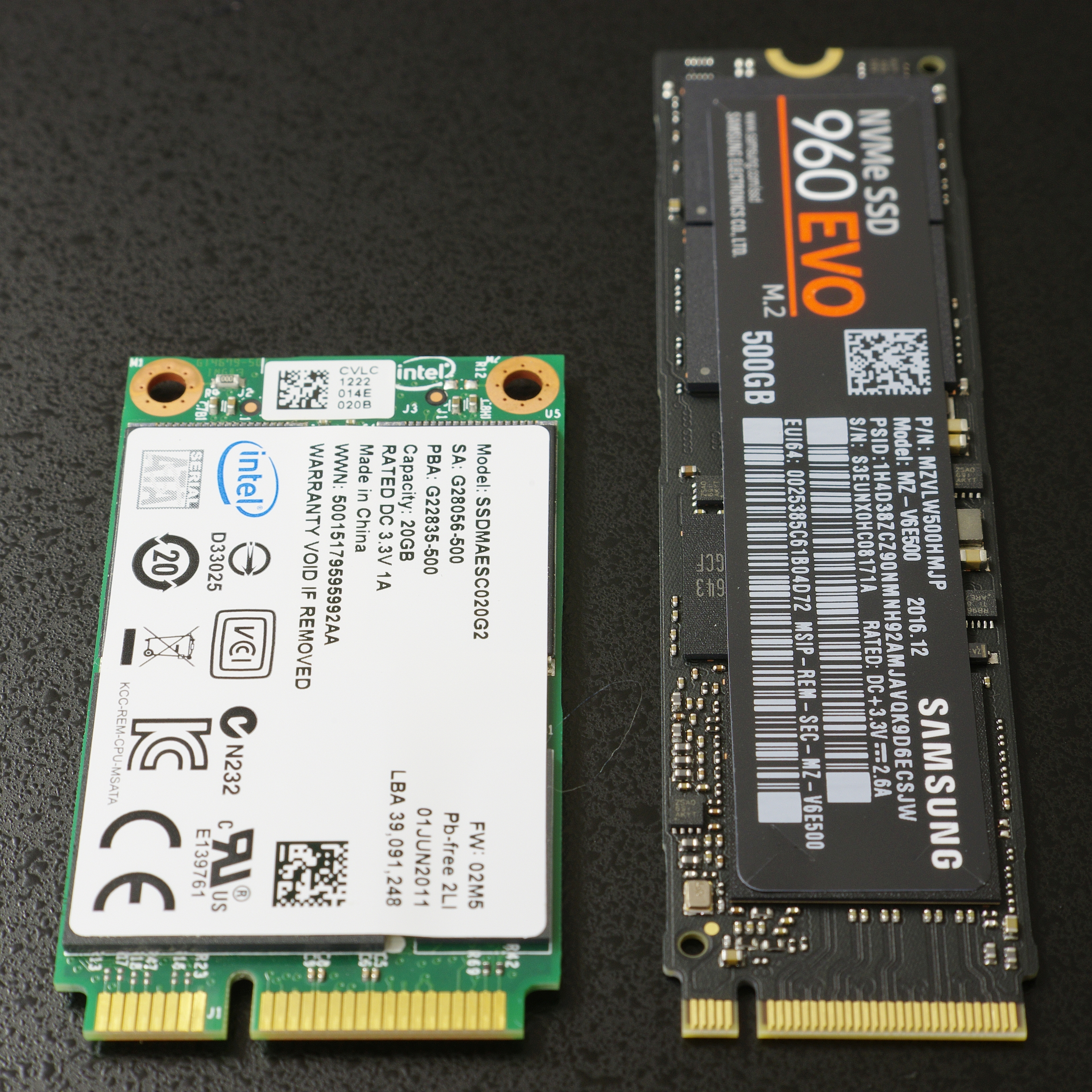
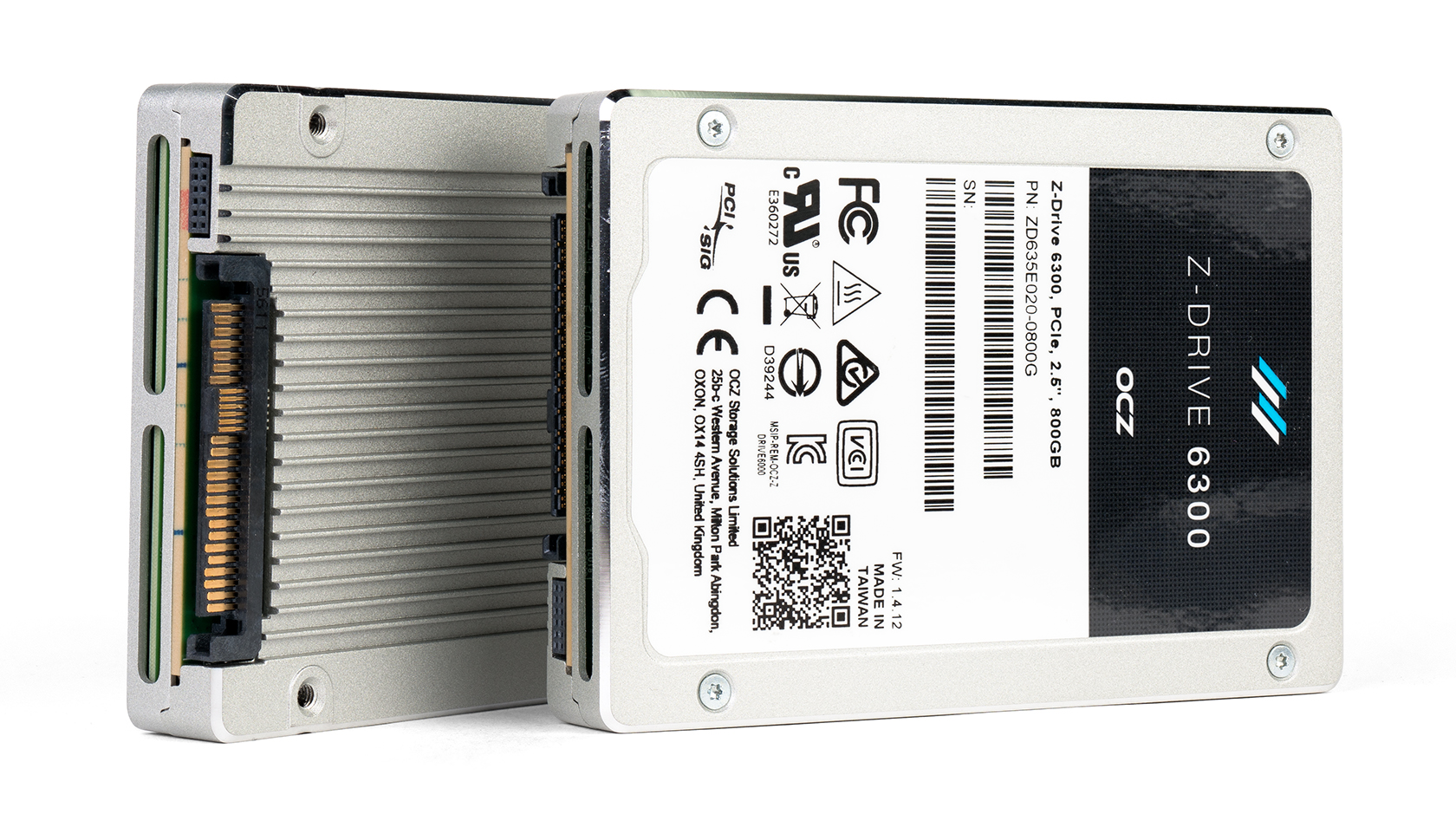
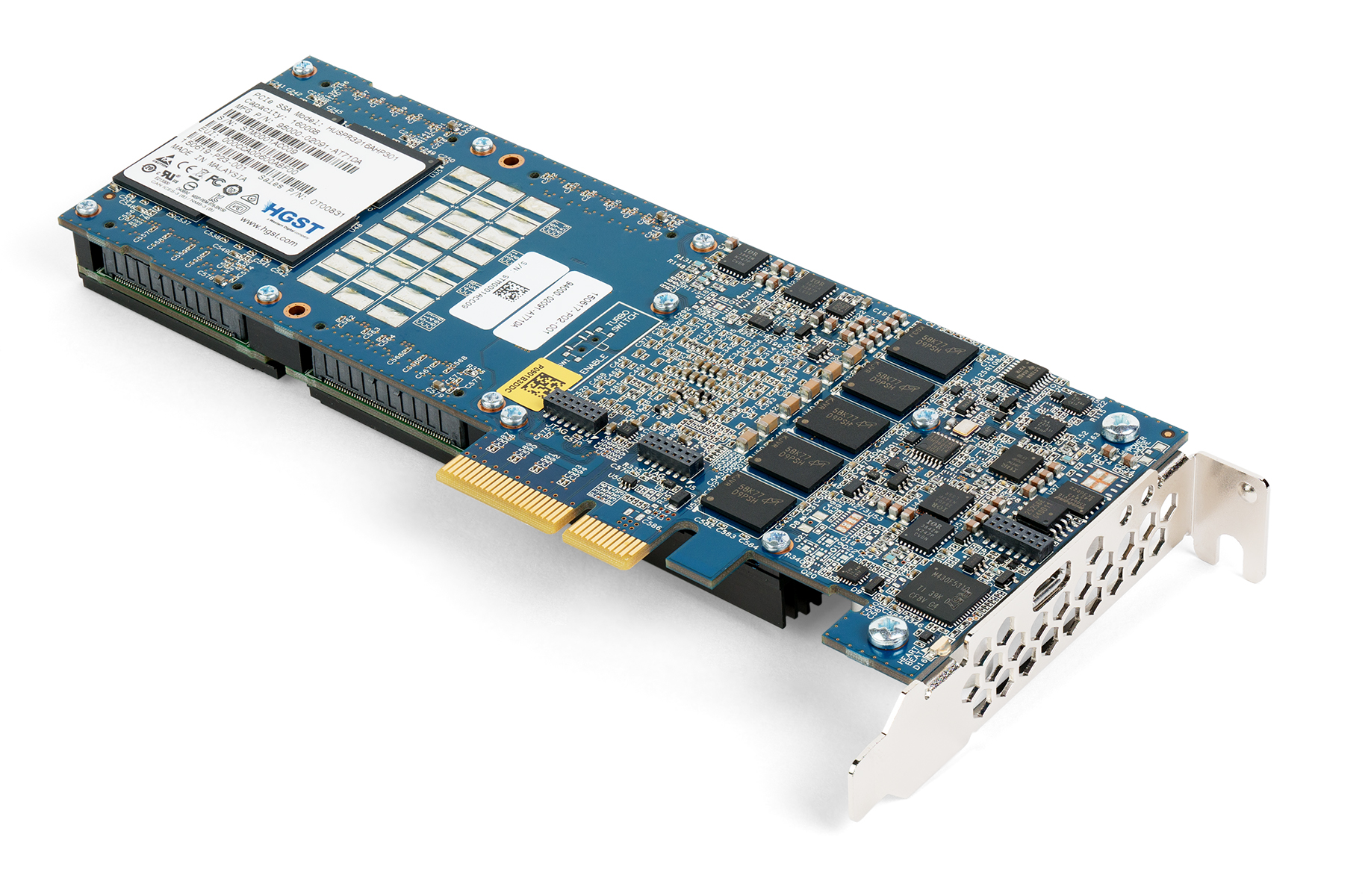